# Piranha (filme de 1978)
Piranha (prt/bra: Piranha) é um filme estadunidense de 1978, dos gêneros comédia, ficção científica e terror, dirigido por Joe Dante e estrelado por Bradford Dillman, Heather Menzies, Kevin McCarthy, Keenan Wynn, Barbara Steele e Dick Miller.
Conta a história de hóspedes de um resort de verão que são atacados e devorados por piranhas geneticamente alteradas acidentalmente jogadas em rio. Produzida por Roger Corman, Piranha é uma paródia do clássico filme de 1975 Tubarão, um grande sucesso da Universal Pictures dirigido por Steven Spielberg, e inspirado em uma série de Filmes B similares, como Grizzly e Orca.

## Sinopse
Piranhas carnívoras acidentalmente libertadas vão parar num local onde vários banhistas curtem suas férias de verão.

## Lançamento
Em 2004, a New Concorde lançou uma edição especial em DVD.  Esta edição encontra-se atualmente fora de catálogo. Já em 2010, houve uma combinação do lançamento de Piranha 3D com o relançamento de Piranha em DVD e Blu-ray.

## Recepção
Baseados em comentários de 25 críticas coletadas pelo Rotten Tomatoes, 72% deram críticas positivas para Piranha. Steven Spielberg o chamou de "O melhor dos exploradores de Tubarão.

## Elenco
- Bradford Dillman..... Paul Grogan
- Heather Menzies..... Maggie McKeown
- Kevin McCarthy...... Dr. Robert Hoak
- Keenan Wynn........ Jack
- Dick Miller.............. Buck Gardner
- Barbara Steele...... Dr. Mengers
- Belinda Balaski...... Betsy
- Melody Thomas Scott..... Laura Dickinson
- Bruce Gordon........ Coronel Waxman
- Paul Bartel............. Mr. Dumont
- Barry Brown........... Trooper
- Shannon Collins..... Suzie Grogan
- Shawn Nelson........ Whitney
- Richard Deacon..... Earl Lyon

## Prêmios e indicações

### Prêmios
Saturn Awards
- Melhor edição: 1979

### Indicações
Saturn Awards
- Melhor filme de horror: 1979